# Remolino (kommun)
Remolino är en kommun i Colombia.   Den ligger i departementet Magdalena, i den norra delen av landet, 700 km norr om huvudstaden Bogotá. Antalet invånare är 8 751. Arean är 599 kvadratkilometer.
Terrängen i Remolino är mycket platt.